# 駐波
駐波（英語：或）為兩個波長、週期、頻率和波速皆相同的正弦波相向行進干涉而成的合成波。与行波不同，駐波的波形無法前進，因此無法傳播能量，故名之。
駐波通過時，每一個質點皆作簡諧運動。各質點振盪的幅度不相等，振幅為零的點稱為節點或波節（英語：Node），振幅最大的點位於兩節點之间，稱為腹點或波腹（英語：Antinode）。由於節點靜止不動，所以波形沒有傳播。能量以動能和勢能的形式交換儲存，亦傳播不出去。两列传播方向相反的相干波相遇而产生干涉，或介质沿波速的相反方向运动时，均可产生这个现象。常见的驻波现象是谐振器中，一列波与自身的反射波产生干涉而形成的。
1860年，弗朗兹·麦尔德首次发现，并创造了“驻波”（德語：或）一词。

## 两列反向传递的波

行波在障碍处反射形成驻波

同一介质中，两列传播方向相反，而振幅、频率都相同的波相遇时，即形成驻波。其结果是在一系列固定的位置产生波腹（即振动加强点）和波节（即振动减弱点）。一列波与自身的反射波很容易形成驻波。
实际情况中，振荡过程中的损耗和其他导致能量损失的因素使得完美的驻波很难实现。其结果是形成驻波和行波的叠加。这种波中纯驻波和纯行波的比例可以用驻波比(SWR)来描述。

### 数学描述
沿相反方向传播的波可以用以下方程表示：
{\displaystyle y_{1}\;=\;y_{0}\,\sin(kx-\omega t)\,}
以及
{\displaystyle y_{2}\;=\;y_{0}\,\sin(kx+\omega t)\,}
其中
- {\displaystyle y_{0}} 为波的振幅；
- {\displaystyle \omega } 为角频率，{\displaystyle \omega =2\pi f}；
- {\displaystyle k} 为波数，{\displaystyle k={\frac {2\pi }{\lambda }}}；
- {\displaystyle x}和{\displaystyle t}是分别代表坐标和时间的变量。

两列波叠加后的结果为：
{\displaystyle y\;=\;y_{0}\,\sin(kx-\omega t)\;+\;y_{0}\,\sin(kx+\omega t).\,}
简化后得到：
{\displaystyle y\;=\;2\,y_{0}\,\cos(\omega t)\;\sin(kx).\,}
由以上方程可知，在坐标为{\displaystyle 0}、{\displaystyle {\frac {\lambda }{2}}}、{\displaystyle \lambda }、{\displaystyle {\frac {3\lambda }{2}}}、……的位置，振幅始终为0，即为波节。在{\displaystyle {\frac {\lambda }{4}}}、{\displaystyle {\frac {3\lambda }{4}}}、{\displaystyle {\frac {5\lambda }{4}}}……处，振幅最大，即为波腹。最近的波节和波腹之间相距{\displaystyle {\frac {\lambda }{2}}}。
在二维或三維的振动体系中，亦可以产生驻波。在二维面上的驻波中，固定的波节变为波节线，将振动相位相反的区域隔开（如上图动画）。这种由波节线组成的图形称为克拉尼图形。
对于两端固定的弦线，求解其上的横振动相当于求解波动方程
{\displaystyle [{\frac {\partial ^{2}}{\partial x^{2}}}-{\frac {1}{v^{2}}}{\frac {\partial ^{2}}{\partial t^{2}}}]u(x,t)=0}
在给定边界条件
{\displaystyle u(0,t)=u(l,t)=0}
和适当初始条件下的解。通过分离变量法可以将此初值问题转化为本征值问题，并求得不同本征值对应的特解：
{\displaystyle u_{n}(x,t)=\sin(n\pi x/l)(A_{n}\sin(n\pi vt/l)+B_{n}\cos(n\pi vt/l))}
每个特解都对应弦线上以两个端点为波节的一列驻波，对应的波长和频率分别为：
{\displaystyle \lambda _{n}={\frac {2l}{n}}}
{\displaystyle \omega _{n}={\frac {nv}{2l}}}
即弦线长度为半波长的整数倍。其中最小的本征值对应波长最长，频率最低的振动，该频率被称为基频。其余的振动频率都是基频的整数倍，在音乐中这些振动被称为泛音。

## 例子

### 机械波
通过谐振，驻波很容易在固体介质中产生。当两个人各持绳子的一端，同步上下摇动时，绳子会形成固定的驻波图样。相似的情况还有当一端固定悬臂梁受到一定频率的激发时，也能产生驻波，这时悬臂的自由端的振幅最大。这样的设备可以用来追踪物体自然频率或相位的变化。这一特点亦可用于长度的测量。
驻波也常在弦线和空气柱这样的介质中被观测到。沿介质传播的波遇到障碍后会反射，并于自身产生干涉，形成驻波。乐器中这一现象极为常见。声音频率是弦线或空气中的自然频率的倍数时，产生驻波，谐波的频率也就因此得以确定。波节在固定端，波腹在开放的自由端。

### 光
在光的传播中，也能观察到驻波。在共振腔等器材中，驻波常常发生。激光共振腔的一种——法布里－珀罗干涉仪使用两个平行的平面反射镜使激光产生共振。共振腔中的增益介质将光连续射出，在共振腔内部激发出驻波。使用光学测平器，就是利用光的驻波来测量微小的距离。
X射线之间的干涉可以形成X射线驻波场（英語：X-Ray Standing Wave field）。由于X射线波长为0.1纳米至10纳米，处于原子尺度，因此可以利用X射线的驻波来测量这一尺度下的长度。X射线驻波在X射线与由近乎完美的单晶表面衍射而来或X射线反射面反射而来的射线发生干涉的区域产生。通过调整晶体几何或X射线波长，X射线驻波可以在空间中传播。这一效应可运用于X射线荧光光谱仪中，将原子的内层电子打出。X射线驻波法也被用在查明半导体中原子掺杂的具体情况，原子和分子的表面吸附情况，以及催化作用中的化学变化。

### 地震波
浅源地震引起的表面波以地球的自由振荡的形式被观测到。

### 法拉第波
法拉第波是在气液分界面上，由于流体不稳定性产生的一种非线性驻波，可用于液基微小物体聚集器。

## 外部連結
- 調校頻率觀察如何在弦上產生駐波的Java 模擬 （页面存档备份，存于）

駐波

- Simulation of standing waves in a room using WebGL （页面存档备份，存于）
- Java applet of standing waves on a vibrating string （页面存档备份，存于）
- Java applet of transverse standing wave （页面存档备份，存于）
- Java applet showing the production of standing wave on a string by adjusting frequency （页面存档备份，存于）
- Web Application for drawing standing wave diagrams including the reflection coefficient, input impedance, SWR, etc. （页面存档备份，存于）